# Diospyros nebulorum
Diospyros nebulorum är en tvåhjärtbladig växtart som beskrevs av Paul Lecomte. Diospyros nebulorum ingår i släktet Diospyros och familjen Ebenaceae. Inga underarter finns listade i Catalogue of Life.